# يطروفة شلشترية
يطروفة شلشترية (الاسم العلمي:Jatropha schlechteri) هي نوع من النباتات تتبع جنس اليطروفة من الفصيلة الفربيونية.